# Mycobates tridentatus
Mycobates tridentatus är en kvalsterart som beskrevs av H. Weigmann 1976. Mycobates tridentatus ingår i släktet Mycobates och familjen Punctoribatidae. Inga underarter finns listade i Catalogue of Life.